# 파시파에

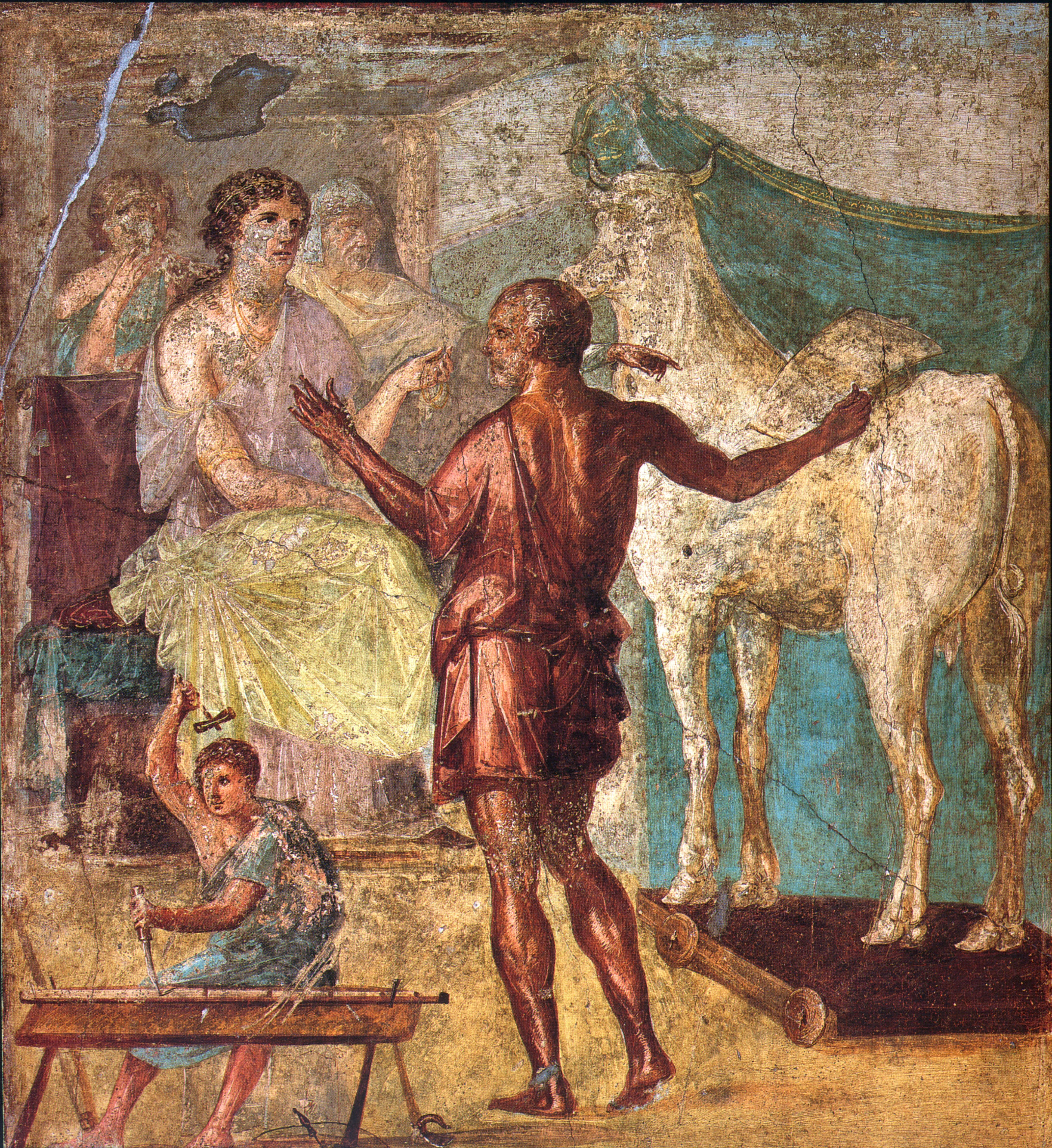
다이달로스가 파시파에에게 나무로 만든 암소를 주는 장면. 폼페이의 프레스코화. 1세기경.

파시파에(그리스어: Πασιφάη)는 태양신 헬리오스와 오케아노스의 딸 페르세이스 사이에서 태어난 딸로, 헬리아데스(Heliades)의 일원이다. 크레타의 왕 미노스의 왕비가 되는데, 미노스와의 사이에서 아리아드네, 안드로게오스, 데우칼리온, 파이드라, 글라우코스, 카트레우스, 아카칼리스 등을 낳았다.
파시파에는 남편 미노스가 포세이돈을 괄시한 대가로 저주를 받게 되는데, 포세이돈이 크레타로 보낸 황소와 사랑에 빠지게 된다. 눈처럼 하얀 황소를 사랑한 파시파에는 당시 크레타에 있던 명장(名匠) 다이달로스에게 자신의 욕망을 말한다. 다이달로스는 파시파에를 위해 나무로 된 정교한 암소를 만들어주고 파시파에는 그 안에 들어가 포세이돈의 황소와 교접했다. 이 비정상적인 교접으로 인해 파시파에는 황소의 얼굴과 인간의 몸을 한 괴물 미노타우로스를 낳았다.